# 猿江恩賜公園
猿江恩賜公園（さるえおんしこうえん）は、日本の東京都江東区住吉・毛利にある都立公園である。1932年の開園と古く、昔から貴重な緑地として周辺住民に知られていた。
元々この地は、江戸時代から続く徳川幕府による貯木場であった。その後、明治政府御用達の貯木場になり、その後一般の人々に開かれた公園へと、用途が変更された。公園の北側の地区は、戦後しばらく貯木場として使用されていたが、これも江東区潮見に移転され、1981年に追加開園された。

## 歴史
- 1733年 - 江戸幕府公認の貯木場として開かれる。
- 1924年 - 皇太子裕仁親王（後の昭和天皇）の成婚を記念して、猿江貯木場の一部を東京市に下賜（現在の南園部分）。
- 1932年4月29日 - 南園部分が、猿江恩賜公園として開園。
- 1945年 - 東京大空襲。焼死者の仮埋葬地となる。
- 1972年 - 猿江貯木場廃止、東京都が跡地を買収（現在の北園部分）。
- 1981年 - 北園、一部開園。
- 1983年 - 北園完成に伴い、全面開園。

## 主な施設
面積:14.5ha
- 野球場兼競技場（2面）
- テニスコート
- ミニ木蔵（貯木場を再現したもの。ただし、そのような機能はない）
- じゃぶじゃぶ池

- ティアラこうとう（隣接）

## アクセスなど
鉄道
- 都営新宿線、東京メトロ半蔵門線・住吉駅 徒歩2分
- 都営新宿線・西大島駅 徒歩10分
- JR総武線、東京メトロ半蔵門線・錦糸町駅南口から徒歩15分

その他
- 新大橋通りに面している。
- 常時開園。入園料無料。

## 周辺
- 横十間川・水辺の散歩道が隣接する。